# Афтурелдінг (футбольний клуб)
«Афтурелдінг» (ісл. Ungmennafélagið Afturelding) — ісландський спортивний клуб із Рейк'явіка, заснований 11 квітня 1909 року. Виступає у найвищому дивізіоні Ісландії.

## Історія
Спортивний клуб «Афтурелдінг» засновано в Рейк'явіку 11 квітня 1909 року. Окрім футбольної команди, як чоловічої так і жіночої у клубі функціонують команди з гандболу та волейболу.

## Досягнення

### Футбол (чоловіки)
Перший дивізіон
Переможець (1): 2024

### Гандбол (чоловіки)
Вищий дивізіон
Переможець (1): 1999

### Волейбол (чоловіки)
Кубок Ісландії
Переможець (1): 2017

### Волейбол (жінки)
- Чемпіонат Ісландії: Чемпіон (3): 2012, 2014, 2016
- Кубок Ісландії: Переможець (3): 2015, 2016, 2017